# Proskovice
Proskovice jsou od 24. listopadu 1990 městským obvodem statutárního města Ostravy v Moravskoslezském kraji.

## Název
Jméno vesnice bylo odvozeno od osobního jména Prosek (což byla domácká podoba jména Prosimír či Prosiměr). Výchozí tvar Proskovici byl vlastně pojmenováním obyvatel vesnice a znamenal "Proskovi lidé".

## Historie
První písemná zmínka je doložena z roku 1394 v lenní knize arcibiskupství olomouckého. Vznik vesnice souvisí s kolonizační činností olomouckého biskupa Bruna ze Schauenburku. Jak již ze samotného názvu vyplývá, jméno vzniklo od osobního jména Prosek, což může být zkratkou pro osobní jméno Prosimír, Prosiměr. Jednalo se tedy pravděpodobně o lokátora českého původu.[zdroj⁠?!] Posledním majitelem byl rod Podstatských z Prusinovic (od roku 1763 Podstatských-Lichtensteinů). Obec byla během druhé světové války osvobozena Rudou armádou dne 1. května 1945 v 16 hodin.
Proskovice byly malá zemědělská obec (cca 10 lánů orné půdy). Industrializace v okolí neovlivnila území obce jako takové, neboť zde nedošlo k těžbě uhlí či výstavbě průmyslových podniků. Přesto většina obyvatel přešla z práce v zemědělství do průmyslové výroby. Ačkoliv se Proskovice staly příměstskou obcí, na populaci se to příliš neprojevilo, především kvůli větší vzdálenosti od centra Ostravy.
Škola byla založena roku 1869 – předtím chodily děti do starobělské školy. Do roku 1630 byly Proskovice přifařeny do Staré Vsi nad Ondřejnicí, poté ke Staré Bělé. Kaple svatého Floriána byla postavena roku 1812, filiální kostel pak v roce 1946.

## Geografie
Severozápadní část katastru obce tvoří řeka Odra a jižní hranici tvoří Jarkovský potok a Ondřejnice.
Proskovice leží v Moravské bráně.
Nejvyšším vrcholem katastru obce je kopec Klínec.

## Symboly
Znak a prapor byly uděleny usnesením Rady města Ostravy číslo 2278/64 z 24. srpna 1993.
Znak
V modrém štítě svatý Florián ve zlaté římské zbroji s červeným chocholem na přilbě držící v pravici vědro, z něhož polévá hořící stavení u svých nohou, a v levici stříbrný prapor.
Prapor
Avers opakuje znak, revers tvoří dva vodorovné pruhy, žlutý a modrý.
Pečeť
V obecní pečeti se až do roku 1912 nacházel obraz svatého Floriána.

## Osobnosti
- František Lýsek (2.5.1904 – 16.1.1977), zdejší rodák, učitel, hudební pedagog, folklorista, sbormistr

## Další informace
V obci je také koupaliště s názvem Kuňkaliště a vedle něj je Proskovický mlýn.